# Sean Waltman
Sean Michael Waltman (sinh ngày 13 tháng 7 năm 1972) là 1 đô vật chuyên nghiệp người Hoa Kỳ, được biết đến dưới cái tên là X-Pac, 1-2-3Kid khi anh còn thi đấu cho WWF/E. Anh mang tên là Syxx lúc còn thi đấu cho WCW. Ở TNA, người ta biết đến anh dưới cái tên Syxx-Pac, hoặc tên thật của anh.
Seal còn được biết đến là đô vật duy nhất trong lịch sử giành được TNA X Division Championship, WCW Cruiserweight Championship, và WWF Light Heavyweight Championship. Trước đây khi còn thi đấu cho WWF/E, anh nhóm từng ở trong nhóm D-Generation X (1998-2000).

## Trong đô vật
- Finishing moves

  - 1–2–3 Kick (Two shoot kicks và jumping back kick combination to a cornered opponent[7])
  - Syxx Kick[1] (Superkick) – WWF / WCW
  - Buzzkiller[1] (Crossface chickenwing)[3] – WCW
  - X-Factor[1] (WWF/E / Independent circuit / TNA) / Syxx-Factor[8] (WCW) / 6-Factor[3] (WSX) (Sitout facebuster, sometimes from the top rope)[9]
- Signature moves

  - Bronco buster[3][1]
  - Moonsault[3]
  - Roundhouse kick[3]
  - Running leg drop[10]
  - Single leg Boston crab[11]
  - Spinning heel kick[3][1]
- Stables
  - The Million Dollar Corporation
  - D-Generation X
  - The McMahon-Helmsley Faction
  - X-Factor
  - New World Order
- Managers
  - Chyna[6]
  - Ted DiBiase[6]
  - Tori[6]
  - Alicia Webb[6]
- Entrance themes
  - "Don't Cry" by Asia (UWF; 1991–1992)
  - "1–2–3" by Jim Johnston (WWF; 1993–1996)
  - "Break it Down" by The DX Band (WWF/E / AAA; 1998–2000, 2007–2008, 2011–nay; Used while a part of D-Generation X)
  - "Break it Down (V2)" performed by Chris Warren and composed by Jim Johnston (WWF; used while a part of D-Generation X; 2000)
  - "Make Some Noise" performed by Chris Warren and composed by Jim Johnston (WWF; 1998–2001)
  - "The Kings" by Run–D.M.C. (WWF; 2000; Used while a part of D-Generation X)
  - "Rockhouse" by Frank Shelley (WCW / WWF/E; 1996–1997, 2002, 2015; Used while a part of the New World Order)
  - "Tear It Up" by PowerHouse Music Library (WCW; 1996–1997; Used while part of the New World Order)
  - "What 'Chu Lookin' At?" by Uncle Kracker (WWF; 2001; Used while a part of X-Factor)
  - "The Band Theme" by Dale Oliver (TNA; 2010)
  - "Wolfpac Theme (Instrumental)" by Dale Oliver (TNA; 2010)
  - "We're Going To Chesterfield (Instrumental)" by The Sean Waltman Neo-Soul Experience (independent circuit; 2005–2009)
  - "One Last Time" by The Deadites (Chikara)[12]

## Các chức vô địch và danh hiệu
- Bad Boys of Wrestling Federation
  - BBFW Caribbean Championship (1 time)[13]
- Great Lakes Championship Wrestling
  - GLCW Heavyweight Championship (1 time)
- Global Wrestling Federation
  - GWF Light Heavyweight Championship (2 times)[14]
- Jersey Championship Wrestling
  - JCW Tag Team Championship (1 time, current) – with Joey Janela[15]
- Legends Pro Wrestling
  - LPW Hall of Fame (2011)
- Mid-Eastern Wrestling Federation
  - MEWF Light Heavyweight Championship (1 time)[16]
- NWA Pro Wrestling
  - NWA Heritage Championship (1 time)[17]
- Pro Wrestling America
  - PWA Iron Horse Television Championship (1 time)[18]
  - PWA Light Heavyweight Championship (2 times)[19]
  - PWA Tag Team Championship (1 time) [20] – with Jerry Lynn
- Pro Wrestling Illustrated
  - Comeback of the Year (1998)[21]
  - Tag Team of the Year (1999)[22] – with Kane
  - Ranked #21 of the top 500 singles wrestlers in the PWI 500 in 1997[23]
  - Ranked #177 of the top 500 singles wrestlers of the "PWI Years" in 2003[24]
- South Eastern Wrestling Alliance
  - SEWA Light Heavyweight Championship (1 time)[25]
- Total Nonstop Action Wrestling
  - TNA X Division Championship (1 time)[26]
  - Chris Candido Memorial Tag Team Tournament[27] – with Alex Shelley
- World Championship Wrestling
  - WCW Cruiserweight Championship (2 times)[2][28]
  - WCW World Tag Team Championship (1 time) – with Kevin Nash và Scott Hall1
- World Wrestling Federation
  - WWF European Championship (2 times)[29]
  - WWF Light Heavyweight Championship (2 times)[30]
  - WWF Tag Team Championship (4 times)[31] – with Marty Jannetty (1), Bob Holly (1), and Kane (2)
  - Slammy Award (1 time)
    - Biggest Heart (1994)
- Xtreme Pro Wrestling
  - XPW Television Championship (1 time)[32]
- Wrestling Society X
  - WSX Championship contract (won 1/2 of the inaugural #1 contender's contract alongside Vampiro)

### Luchas de Apuestas record
| Winner (wager) | Loser (wager)       | Location           | Event             | Date                | Notes |
| -------------- | ------------------- | ------------------ | ----------------- | ------------------- | ----- |
| X-Pac (hair)   | Jeff Jarrett (hair) | New York, New York | SummerSlam (1998) | 30 tháng 8 năm 1998 | [ 1 ] |

1 – Following an injury to Nash, the nWo invoked "Wolfpac Rules" and named Syxx as co-champion